# Скробишевский, Владислав Яковлевич
Владислав Яковлевич Скробишевский (умер в августе 1898 года) — российский учёный-ботаник польского происхождения.
Степень кандидата наук получил в Московском университете в 1863 году. Степень магистра ботаники в Казанском университете в 1873 году.
С 1863 по 1872 год был учителем в средних школах Плоцка и Люблина.
С 1872 по 1883 Владислав Скробишевский был преподавателем Новоалександрийского института сельского хозяйства и лесоводства в Пулавах Варшавской губернии.
C 1872 по 1879 преподавал дисциплину Сад и огород, а с  1881 по 1883 - физиологию растений. 
Во время своей работы в Новоалександрийском институте сельского хозяйства исследовал хвойные - сосну Веймута, псевдотсугу и кипарис.
Владислав Яковлевич Скробишевский был главным садовником парка Софиевка до 1885 года. В это же время он учил известного, в будущем, польского ботаника Йозефа Конрадовича Пачоского в Уманском среднем училище земледелия и садоводства, которое выпускало учёных управителей и садоводов.
Свою признательность учителю Пачоский выразил, назвав в честь Скробишевского новый для науки вид растений Ракитник Скробишевского (Cytisus skorobiszewskii).
Позднее работал ботаником в Императорском Никитском саду. Здесь же Скробишевским впервые в России были выполнены работы по четырёхногим клещам, положившие начало прикладной фитоакарологии. С 1886 по 1898 год — делопроизводитель крымского филоксерного комитета.
Жил в Ялте, Умани и Одессе. Пятеро детей, в том числе два сына, Иосиф и Мариан (остальные неизвестны).
Основной труд — «Руководство по виноградарству» (СПб.: Изд. А. Ф. Девриена, 1906. — 455 с; совместно с А. А. Потебней).